# Dragon Ball Z: Tobikkiri no Saikyō tai Saikyō
Dragon Ball Z: Tobikkiri no saikyō tai saikyō ( ドラゴンボールZ とびっきりの最強対最強  Doragon Boru Zetto: Tobikkiri no saikyō tai saikyō?, Dragon Ball Z: Los increíbles más poderosos contra el más poderoso) es la 8ª película basada en la serie de manga y anime Dragon Ball, y la quinta de la etapa Dragon Ball Z, fue estrenada el 20 de julio de 1991.

## Argumento
Desde su nave espacial, Cooler observa cómo su hermano menor Freezer destruye el mundo natal de los Saiyajin. Los secuaces de Cooler observan una cápsula que huye del planeta condenado que está transportando a un bebé Saiyajin a la Tierra y se preparan para destruirla, pero Cooler la deja marchar, alegando que es responsabilidad de Freezer. Treinta años después, este Saiyajin, Son Goku, derrota a Freezer en el Planeta Namek. Tras enterarse de la muerte de su hermano, Cooler lleva a su Escuadrón Blindado -Salza, Neiz y Doore- en una misión para reclamar el honor de su familia. En la Tierra, las fuerzas de Cooler tienden una emboscada a Son Goku y sus amigos mientras están de acampada, y Son Goku resulta gravemente herido cuando recibe una ráfaga de energía de Cooler que estaba destinada a Son Gohan.
Krilin y Oolong se refugian en una cueva con Son Goku mientras Son Gohan, montado a lomos del dragón Ícaro para evitar ser detectado por los hombres de Cooler, viaja para conseguir las Semillas Senzu que pueden salvar a su padre. Cooler ordena a sus hombres que destruyan completamente el bosque, creyendo que Son Goku está vivo y escondido. Después de obtener las semillas, Son Gohan es emboscado por los hombres de Cooler que lo abruman. Cuando Son Gohan está a punto de ser asesinado por Doore, es salvado por Piccolo que se enfrenta al Escuadrón Blindado mientras Gohan vuela para completar su misión. Piccolo abruma a los esbirros y mata a Doore y a Neiz. Mientras Piccolo y Salza luchan, llega Cooler y pilla a Piccolo con la guardia baja y le atraviesa el pecho con su Rayo de la Muerte mientras ordena a Salza que persiga a Gohan. Salza consigue rastrear a Son Gohan hasta la cueva y destruye las semillas antes de que Krilin intente luchar contra él. Sin embargo, Son Gohan consigue curar a Son Goku con una semilla de repuesto metida en su cintura. Después de que Krilin y Son Gohan sean derrotados rápidamente por Salza, aparece Son Goku, ahora completamente curado. Llega Cooler, sujetando a un Piccolo inconsciente al que hace estallar con un inesperado ataque de energía. Enfadado, Son Goku se potencia, derriba a Salza y procede a luchar contra Cooler.
Después de que Son Goku demuestre ser un digno oponente, Cooler habla de su sombría historia con Freezer y de que él mismo tenía la intención de matar a su hermano. A continuación, revela que, al igual que su hermano, puede transformarse, pero a un nivel incluso superior al de Freezer. Ahora con todo su poder, Cooler golpea al Saiyajin y procede a destruir el paisaje mientras se jacta y se burla de Son Goku. Sin embargo, tras ver morir a un pájaro por las heridas causadas por los daños provocados durante la lucha, Son Goku reflexiona sobre el bienestar de sus seres queridos. Son Goku recupera el pájaro fallecido y se transforma en su forma Super Saiyajin, utilizando su energía para curar al pájaro. Cooler se ve superado por el Super Saiyajin Son Goku. Cooler prepara una enorme Bola de la Muerte y lanza el ataque de energía con la esperanza de destruir a Son Goku y el planeta junto con él. Son Goku consigue resistir y dominar el ataque con el Kamehameha y lo envía a toda velocidad hacia Cooler, que es lanzado al espacio y choca con el Sol. Mientras es incinerado, Cooler se da cuenta de que Son Goku era el niño Saiyajin al que perdonó la vida décadas atrás. Mientras se lamenta de su error, parece que se desintegra y el Sol explota.
Son Goku, agotado tras su victoria, es encontrado por Krilin, Son Gohan, Oolong e Ícaro. Celebran la victoria y buscan a Piccolo cuando Salza reaparece y se prepara para matarlos. Sin embargo, Salza es asesinado inesperadamente por el Makankosappo de Piccolo. Son Gohan grita llamando a Piccolo, que no aparece por ninguna parte. El namekiano, ya recuperado, bebe un poco de agua y escucha el grito de Son Gohan mientras mira hacia el cielo.

## Personajes
Son Gokū ( 孫 悟空 Son Goku?)
 Seiyū: Masako Nozawa
Son Gohan (孫 悟飯 Son Gohan?)
 Seiyū: Masako Nozawa
Piccolo ( ピッコロ  Pikkoro?)
 Seiyū: Toshio Furukawa
Krilin (クリリン  Kuririn?)
 Seiyū: Mayumi Tanaka
Cooler (クウラ  Kūra?)
 Seiyū: Ryusei Nakao
Oolong (ウーロン Ūron?)
 Seiyū: Naoki Tatsuta
Chichi (チチ Chichi?)
 Seiyū: Naoko Watanabe
 Seiyū: Kōhei Miyauchi
Shenlong ( 神龍  Shen Long?)
 Seiyū: Kenji Utsumi
Haiya Dragon (ハイヤードラゴン Haiyā Doragon?)
 Seiyū: Naoki Tatsuta
Karin (カリン  Karin?)
 Seiyū: Ichirō Nagai
Yajirobe (ヤジロベー Yajirobē?)
 Seiyū: Mayumi Tanaka
Freezer (フリーザ Furīza?)
Bardock (バーダック  Bādakku?)
 Seiyū: Masako Nozawa

### Personajes exclusivos de la película
Thouser (サウザー Sauzā?)
 Seiyū: Shō Hayami
Dobladores: Alejandro Albaiceta (España) y Enrique Mederos (†) (México)
Thouser, también llamado Salza o Saucer, es el líder del Escuadrón de Coola (クウラ機甲戦隊 Kūra kikō sentai?), su misión junto con la de sus 2 compañeros era la de encontrar a Son Goku para que Coola lo matara por haber destruido a su hermano Freeza. Su poder es bastante notable pero cuando llega a la tierra sus compañeros son destruidos por Piccolo, ya que querían evitar que Son Gohan llevara las semillas Senzū a su padre que había sido herido por Coola, y Thouser pelea contra el pero en ese momento aparece Coola y deja inconsciente a Piccolo. Después cuando Son Gohan le va a dar las semillas Senzū a su padre Thouser con un rayo de energía las destruye y Krilin intenta atacarle pero este lo golpea y lo deja inconsciente. Son Gohan recuerda que tenía una alubia mágica en su bolsillo y se la da a su padre. Después, cuando Thouser va a atacar a Son Goku, Son Gohan lo trata de defender pero este le golpea y le deja inconsciente. Es entonces cuando Son Goku se recupera y aparece Coola mostrándole el cuerpo de su amigo Piccolo. Al ver esto, a Krillin a Piccolo y a su hijo inconscientes Son Goku se empieza a enojar en ese momento Thouser lo golpea muy fuerte pero sin hacerle daño alguno a Son Goku. Son Goku se va a enfrentar con Coola y expulsa su poder haciendo que Thouser salga volando y choque con unas rocas y quede inconsciente.
Después de que Son Goku pelea con Coola y lo derrota, Son Goku y sus amigos quedan muy heridos y en ese momento aparece Thouser que está a punto de acabar con ellos pero Piccolo desde lejos dispara su Makankosappo y acaba con su vida.
Su nombre es una deformación del aderezo Thousand Islands (サウザンアイランド Sauzan Airando?).
Naise (ネイズ Neizu?)
 Seiyū: Masato Hirano
Dobladores: Ricardo Mendoza (México).
Naise es el uno de los guerreros del Escuadrón de Coola (クウラ機甲戦隊 Kūra kikō sentai?). Su nombre es una deformación del aderezo Mayonesa (マヨネーズ Mayonēzu?).Es de color Rojo
Dore (ドーレ Dōre?)
 Seiyū: Masaharu Satō
Dobladores: Gabriel Pingarrón (México)
Dore es el uno de los guerreros del Escuadrón de Coola muere cuando el persigue a Son Gohan, Piccolo desde lejos le dispara una ráfaga de ki asesinándolo por completo {{|クウラ機甲戦隊|Kūra kikō sentai}}. Su nombre es una deformación del aderezo Dressing (ドレッシング Doresshingu?).Es de color verde

## Reparto
| Personaje     | Actor de voz (Japón) | Doblaje (Hispanoamérica) | Doblaje (España)    |
| ------------- | -------------------- | ------------------------ | ------------------- |
| Son Goku      | Masako Nozawa        | Mario Castañeda          | José Antonio Gavira |
| Son Gohan     | Masako Nozawa        | Laura Torres             | Ana Cremades        |
| Krillin       | Mayumi Tanaka        | Luis Daniel Ramírez      | Ángeles Neira       |
| Piccolo       | Toshio Furukawa      | Carlos Segundo           | Antonio Inchausti   |
| Cooler        | Ryūsei Nakao         | Ricardo Brust            | Jorge Tomé          |
| Salza         | Shō Hayami           | Enrique Mederos          | Alejandro Albaiceta |
| Neiz          | Masato Hirano        | Ricardo Mendoza          | Manuel Santana      |
| Dore          | Masaharu Satō        | Gabriel Pingarrón        | Joaquín Prada       |
| Kame Sennin   | Kōhei Miyauchi       | Jesús Colin              | Mariano Peña        |
| Chichi        | Naoko Watanabe       | Patricia Acevedo         | Julia Olivia        |
| Oolong        | Naoki Tatsuta        | Arturo Mercado           | Antonio Inchausti   |
| Yajirobe      | Mayumi Tanaka        | José Arenas              | Antonio Villar      |
| Maestro Karin | Ichirō Nagai         | Arturo Mercado           | Mariano Fraile      |
| Haiya Dragon  | Naoki Tatsuta        | José Arenas              |                     |
| Bardock       | Masako Nozawa        | Mario Castañeda          | Antonio Villar      |
| Narrador      | Joji Yanami          | José Lavat               | Jorge Tomé          |

Créditos técnicos (España)
- Estudio de Doblaje: Alta Frecuencia, Sevilla
- Director de Doblaje: Camilo García
- Traductor: Ivars Barzdevics
- Producción de Doblaje: Manga Films S.A.

Créditos técnicos (México)
- Estudio de Doblaje: Intertrack, México, D. F.
- Director de Doblaje: Gloria Rocha
- Traductor: Brenda Nava
- Adaptación al castellano: Brenda Nava y Gloria Rocha
- Producción de Doblaje: Cloverway

## Música
Tema de apertura (opening)
- "CHA-LA HEAD-CHA-LA" por Hironobu Kageyama

Tema de cierre (ending)
- "Tobikkiri no Saikyō tai Saikyō!" (とびっきりの最強対最強?) por Hironobu Kageyama y Ammy